# Ústí u Vsetína
Ústí (deutsch Austen, früher Austy) ist eine Gemeinde in Tschechien. Sie liegt drei Kilometer südöstlich von Vsetín und gehört zum Okres Vsetín.

## Geographie
Ústí befindet sich an der Einmündung der Senice (Senitza) in die Vsetínská Bečva in Mähren. Der Ort liegt am Übergang von vier Gebirgszügen; südöstlich liegen die Berge der Javorníky, südwestlich die Vizovická vrchovina, im Nordwesten die Hostýnské vrchy und im Nordosten die Vsetínské vrchy. bedeutendste Erhebungen sind der Babínek (563 m) im Osten, der Sykornik (551 m), Svatý (550 m) und Vrch (536 m) im Westen sowie der Lysá hora (577 m) im Norden. Durch Ústí führt die Staatsstraße 57 von Vsetín über den Wlarapass ins slowakische Dubnica nad Váhom, von der im Ort die auf dem Makovský průsmyk (Pass von Makov) führende 487 abzweigt.
Nachbarorte sind Ohrada und Hluboký im Norden, Janová im Nordosten, Hovězí und Hořansko im Osten, Leskovec im Süden, Liptál im Südwesten, Lhota u Vsetína im Westen sowie Rokytnice und Vsetín im Nordwesten.

## Geschichte
Verschiedene Funde, darunter ein bronzenes Beil, belegen eine Besiedlung des Ortes in der Jung- und Spätbronzezeit. Die erste urkundliche Erwähnung von Ústí erfolgte im Jahre 1503 im Zuge des Verkaufs der Herrschaften Vsetín und Rožnov durch Peter Graf von St. Georgen und Bösing an die fünf Brüder von Kunstadt. Möglicherweise gehörte das Dorf im Tal der Senice, durch das seit dem 14. Jahrhundert ein Handelsweg von Polen nach Ungarn führte, auch bereits zu den nicht namentlich überlieferten Gütern, die Protiv von Doubravice an den Meister des Templerordens Ekko überlassen hatte.
Ústí gehörte bis zur Aufhebung der Patrimonialherrschaften im Jahre 1848 immer zur Herrschaft Vsetín. 1666 hatte das Dorf 121 Einwohner. 1850 waren 436, die 64 Häuser bewohnten. Im Jahre 1892 erfolgte eine Regulierung der Senice. Am Übergang zum 20. Jahrhundert sank die Einwohnerzahl von Ústí im Zuge mehrerer Auswanderungswellen nach Übersee. Im Jahre 1900 lebten 414 Menschen im Dorf.
1972 überflutete ein Hochwasser der Senice Teile des Dorfes. 1979 entgleiste auf der Eisenbahnstrecke nach Horní Lideč bei Ústí ein Zug mit Gefahrgutkesselwagen, dieser Unfall war Anlass zur Errichtung eines Wasserwerkes, welches 1993 fertiggestellt wurde. Am 1. Januar 1975 erfolgte die Eingemeindung nach Vsetín, seit dem Beginn des Jahres 1992 bildet Ústí wieder eine Gemeinde.

## Ortsgliederung
Für die Gemeinde Ústí sind keine Ortsteile ausgewiesen. Zu Ústí gehören die Ansiedlungen Dlouhé, Rublov, Srní, Vlčinec und Vrch.

## Sehenswürdigkeiten
- Statue des Hl. Johannes von Nepomuk, an der Brücke über die Vsetínská Bečva, geschaffen 1775
- gezimmerte Chaluppen